# Norwich (Ohio)
Norwich és una població dels Estats Units a l'estat d'Ohio. Segons el cens del 2000 tenia 113 habitants.

## Demografia
Segons el cens del 2000, Norwich tenia 113 habitants, 40 habitatges, i 32 famílies. La densitat de població era de 436,3 habitants per km².
Dels 40 habitatges en un 40% hi vivien nens de menys de 18 anys, en un 67,5% hi vivien parelles casades, en un 2,5% dones solteres, i en un 20% no eren unitats familiars. En el 17,5% dels habitatges hi vivien persones soles el 2,5% de les quals corresponia a persones de 65 anys o més que vivien soles. El nombre mitjà de persones vivint en cada habitatge era de 2,83 i el nombre mitjà de persones que vivien en cada família era de 3,13.
Per edats la població es repartia de la següent manera: un 28,3% tenia menys de 18 anys, un 8% entre 18 i 24, un 35,4% entre 25 i 44, un 21,2% de 45 a 60 i un 7,1% 65 anys o més.
L'edat mediana era de 34 anys. Per cada 100 dones de 18 o més anys hi havia 102,5 homes.
La renda mediana per habitatge era de 37.250 $ i la renda mediana per família de 43.750 $. Els homes tenien una renda mediana de 29.583 $ mentre que les dones 25.000 $. La renda per capita de la població era de 14.673 $. Aproximadament el 21,4% de les famílies i el 36,2% de la població estaven per davall del llindar de pobresa.

## Poblacions més properes
El següent diagrama mostra les poblacions més properes.